# Phoca vitulina
La foca comune (Phoca vitulina Linnaeus, 1758) è un mammifero carnivoro appartenente alla famiglia dei Phocidae.

## Descrizione
Lunga 160–200 cm, pesa circa 75 kg; il maschio è più grosso della femmina. Il pelo è formato da setole rigide e lucenti, sotto le quali si stende una incerta lanugine; è di colore prevalentemente grigio-giallino con macchie marroncine o nerastre sul dorso. I piccoli appena nati sono coperti da una lanugine bianca, ma perdono questo loro pelo di gioventù già durante o poco dopo la nascita. Il corpo si assottiglia gradualmente dalle spalle alla coda, è tondo e affusolato. Anche la testa è decisamente tonda e ricorda più quella di un gatto che quella di un cane. Il muso è corto, dal labbro superiore si dipartono delle vibrisse formate da dure setole un po' ondulate. Gli occhi sono grandi, scuri e vivaci. Il canale uditivo, privo di padiglione, è rivelato da una piccola protuberanza triangolare nell'orbita.

## Biologia
La foca comune è una specie costiera, non si allontana generalmente più di 20 km dalla riva; si riunisce in branchi poco numerosi rispetto ad altri pinnipedi, di solito su coste rocciose, ma anche su spiagge sabbiose o fangose e su lastre di ghiaccio. Su questi luoghi avvengono i parti (che iniziano a febbraio nelle zone meridionali dell'areale, a luglio nelle zone sub-artiche), mentre corteggiamento e accoppiamento avvengono sott'acqua. Le femmine si accoppiano nuovamente dopo il parto; adulti e giovani si trattengono a riva anche durante il periodo della muta, che segue quello riproduttivo. La vita media è di circa 30-35 anni per i maschi, 20-25 per le femmine.

### Alimentazione
La foca comune caccia pesci come: acciughe, branzini, aringhe, sgrombri e merluzzi; mangia anche: granchi, gamberetti, calamari e altri molluschi. Occasionalmente cattura e uccide uccelli marini. Pur mantenendosi nei pressi della costa, la foca comune può immergersi fino a 500 metri di profondità durante la caccia.

### Riproduzione
La gestazione dura 9 mesi e nasce solitamente un solo cucciolo, che può pesare fino a 16 kg. In caso di parto gemellare, la madre allatta un solo cucciolo alla volta. Al contrario di altre specie di foche, poche ore dopo la nascita la foca comune è già in grado di nuotare e, in caso di pericolo, anche di seguire il branco in fuga. Senza essere spinta o incitata dalla madre entra subito nell'acqua con cui prende immediatamente confidenza e dove la segue la madre. Il piccolo viene svezzato dopo 4-6 settimane.
I cuccioli che hanno perso la madre vengono chiamati «strilloni» perché lanciano inutili richiami verso di essa; nessun'altra foca è disposta ad allattarli a meno che non abbia perduto il proprio cucciolo.

### Predatori
In mare la foca comune è preda di orche, squali bianchi e altri grandi squali. Sulla terraferma cani randagi, volpi e aquile possono talvolta attaccare i cuccioli; l'orso polare, principale predatore terrestre delle foche, vive solo al margine più settentrionale dell'areale di questa specie.

### Sensi e intelligenza
Le foche sono considerate animali molto intelligenti. Sanno adattarsi a varie situazioni e sono attente ai segnali di pericolo, quali ad esempio le vocalizzazioni delle orche, loro predatrici. Alcune foche nel branco fungono da sentinelle; la loro prontezza di riflessi contrasta tuttavia con la flemma che dimostrano durante il giorno, quando riposano o prendono bagni di sole. Le foche hanno una buona vista sia dentro che fuori dall'acqua e possono vedere in condizioni di luce scarsa. Le vibrisse hanno funzione tattile.

## Distribuzione e habitat
Vive nelle acque costiere dell'Atlantico settentrionale dalla costa di Murmansk e dall'Islanda fino alla Francia e al Portogallo e dalla Groenlandia e dal Labrador fino al New Jersey; è presente anche nel Mare del Nord, nel Mar Baltico e nel Golfo del Messico; è diffusa nel Pacifico settentrionale dal Messico alla California meridionale fino al Mare di Bering e al mare di Okhotsk. Può penetrare nei porti (da cui deriva il nome inglese harbor seal) e nelle foci dei fiumi.

## Tassonomia
Sono note le seguenti sottospecie:
- Phoca vitulina vitulina
- Phoca vitulina concolor
- Phoca vitulina mellonae
- Phoca vitulina richardii
- Phoca vitulina stejnegeri

Della foca comune esiste un'altra sottospecie d'acqua dolce, nel Lower Seal Lake vicino alla baia di Hudson. Si tratta certamente di sopravvivenze delle epoche glaciali, rimaste in queste acque quando i ghiacciai si ritirarono.

## Conservazione
La popolazione totale di foche comuni è stimata in circa 5-6 milioni di esemplari e non è considerata in pericolo di estinzione. Alcune popolazioni locali che vivono in Groenlandia, Mar Baltico e sull'isola di Hokkaido in Giappone sono però in declino a causa di epidemie di cimurro e all'interferenza con le attività umane.

## Rapporti con l'uomo
La foca comune non è in genere cacciata per la pelliccia, (pratica che coinvolge soprattutto i cuccioli della foca della Groenlandia), mentre lo era in passato; è tuttavia in competizione con i pescatori. In alcuni stati, come Regno Unito e Norvegia, è vietato uccidere le foche per difendere l'attività di pesca, ed è vietata anche la caccia a scopi commerciali. È inoltre soggetta a catture accidentali nelle reti da pesca: in Canada è stata rilevata una mortalità del 48% nei cuccioli, che rimangono impigliati nelle reti e affogano.
Come altri pinnipedi, può essere addomesticata (in Italia vi sono ad esempio alcune foche comuni nell'acquario di Genova).
In televisione, le foche comuni hanno un ruolo di comparse nella serie La nostra amica Robbie, ambientata in un centro in cui vengono soccorse le foche del Mar Baltico; la protagonista è invece una femmina di otaria.